# Alex Wyndham
Stephen Alexander Wyndham (* 1. Januar 1981 in Winchester, England) ist ein britischer Schauspieler und Synchronsprecher.

## Leben
Wyndham wurde am 1. Januar 1981 in Winchester geboren. Nach seiner Zeit an der High School und dem Besuch des Winchester Colleges, begann er ein Geschichtsstudium an der University of Oxford, dass er mit einem Bachelor of Arts abschloss. 2005 machte er seinen Schauspielabschluss an der Royal Academy of Dramatic Art.
2005 debütierte Wyndham in der Fernsehserie Totally Frank in der Rolle des Ben, die er in insgesamt sechs Episoden darstellte. Im Folgejahr war er in der Miniserie Die Schönheitslinie und der Filmproduktion Wie es euch gefällt zu sehen. 2007 stellte er in sieben Episoden der Fernsehserie Rom die Rolle des Gaius Maecenas dar. Im selben Jahr hatte er eine Rollenbesetzung in der Filmproduktion Arn – Der Kreuzritter inne. 2008 verkörperte er die Rolle des Henry Gowan in zehn Episoden der Miniserie Klein Dorrit. 2009 war er in eine der Hauptrollen im Horrorfilm The Hills Run Red – Drehbuch des Todes zu sehen. 2011 spielte er im Katastrophenfernsehfilm Die Vulkan-Apokalypse in der Rolle des Josh mit. 2014 war er in der wiederkehrenden Rolle des Capt Miles Hesketh-Thorne in der Fernsehserie The Crimson Field zu sehen. Von 2021 bis 2023 spielte er in der Fernsehserie Yellowjackets die Rolle des Kevyn Tan in insgesamt 12 Episoden.
Seit Mitte der 2010er Jahre ist Wyndham zusätzlich auch als Synchronsprecher tätig. Er lieh seiner Stimme verschiedenen Charakteren aus Computerspielen unter anderen in Hitman, Dead by Daylight Horizon Zero Dawn oder Star Wars Battlefront II. 2022 war er im Animationsfilm Das Seeungeheuer zu hören.

## Filmografie (Auswahl)
- 2005: Totally Frank (Fernsehserie, 6 Episoden)
- 2006: Die Schönheitslinie (The Line of Beauty, Miniserie, 3 Episoden)
- 2006: Wie es euch gefällt (As You Like It)
- 2007: Rom (Rome, Fernsehserie, 7 Episoden)
- 2007: Arn – Der Kreuzritter (Arn – Tempelriddaren)
- 2008: Red Mist
- 2008: Klein Dorrit (Little Dorrit, Fernsehserie, 10 Episoden)
- 2009: The Hills Run Red – Drehbuch des Todes (The Hills Run Red)
- 2010: Arn – Der Kreuzritter (Arn, Miniserie, Episode 1x03)
- 2011: Die Vulkan-Apokalypse (Super Eruption, Fernsehfilm)
- 2011: Lotus Eaters
- 2013: Lawless (Fernsehfilm)
- 2014: The Crimson Field (Fernsehserie, 6 Episoden)
- 2015: The Messenger
- 2016: Mindhorn
- 2017: Der junge Inspektor Morse (Endeavour, Fernsehserie, Episode 4x04)
- 2021–2023: Yellowjackets (Fernsehserie, 12 Episoden)

## Synchronisationen (Auswahl)
- 2014: Tommies (Podcast, 2 Episoden)
- 2015: Doctor Who: Dark Eyes (Fernsehserie, Episode 4x02)
- 2015: Doctor Who: The War Doctor (Podcast, 3 Episoden)
- 2016: Hitman (Computerspiel)
- 2016: Dead by Daylight (Computerspiel)
- 2017: Horizon Zero Dawn (Computerspiel)
- 2017: Star Wars Battlefront II (Computerspiel)
- 2017–2018: Doctor Who: The Fourth Doctor Adventures (Podcast, 4 Episoden)
- 2018: We Happy Few (Computerspiel)
- 2022: Das Seeungeheuer (The Sea Beast, Animationsfilm)
- 2023: Immortals of Aveum (Computerspiel)
- 2024: Batman: Caped Crusader (Zeichentrickserie, Episode 1x02)